# Filippo Taglioni
Filippo Taglioni, född 5 november 1777 i Milano, död 11 februari 1871, var en italiensk dansare och koreograf som utvecklat den romantiska stilen i baletter. Taglionis far, Carlo, och hans bror, Salvatore, var också viktiga i dansvärlden på den tiden.
Taglioni är bland de danskonstnärer som närmast förknippas med romantiken, en rörelse som värderade känslor, fantasi, intuition och individualism. Han var dansare och koreograf på de olika stadierna i Europa innan han också blev en balettmästare. Hans stjärnelev var hans dotter, Marie Taglioni, som personifierade den eteriska romantiska ballerina. Taglioni mest kända koreografiska arbete är Sylfiden (1832). Baletten berättar historien om en ung skotsk bonde, James, som förälskar sig i en sylfid/älva på sin bröllopsdag och förlorar sina chanser till lycka när hon dör. Med sina övernaturliga tecken, lång vit tutu och tragisk kärlekshistoria, anses Sylfiden allmänt vara den avgörande romantiska baletten.
Taglioni debuterade i Pisa 1794 där han först sågs i kvinnliga roller och sedan dansade han i Livorno och i Florens, innan han började dansa i Paris. Därefter utförde han baletter i Livorno, Florens, Venedig och Paris, där han studerade med familjen Coulon. År 1803 blev han utsedd dansare och balettmästare i Stockholm, där han genom åren turnerade i Kassel, Wien, München, Turin, Stuttgart, Berlin, Warszawa, och Sankt Petersburg.
År 1803 var Taglioni premiärdansare vid Stockholmsoperan och kom senare tillbaka som balettmästare år 1818. Han gjorde då 4 baletter, där två av dem, ’’Den nya Narcisse’’ och Vårens återkomst, har återskapats för Drottningholmsteatern. Taglioni inledde den romantiska epoken med spökscenen i operan ’’Robert av Normandie’’ år 1831 och baletten “Sylfiden” år 1832 vilka båda visades i Paris.
Filippos Taglionis far, Carlo Taglioni, föddes i Turin och arbetade från 1782 fram till sekelskiftet i Venedig, Rom, Sienna och Udine. Två av hans söner var viktiga för baletthistorien, både Filippo och hans bror. Hela familjen Taglioni var berömda italienska dansare och koreografer under 1800- och 1900-talet. Filippo Taglioni fick en son som hette Paul och han blev också en dansare och balettmästare. Paul Taglioni är en tysk dansare och han döpte även sin dotter efter sin syster Marie.
Filippo Taglioni gifte sig med den svenska dansösen Sophie Karsten, dotter till Christopher Christian Karsten och Sophie Stebnowska och de fick en dotter som döptes till Marie Taglioni. Hon föddes 1804 och blev 80 år, hon dog dagen efter sin 80-årsdag. Hon var en svensk-italiensk dansös och romantikens stora ballerina, utbildad av bland annat fadern. Hon förvärvade en unik teknik, en luftburen, förandligad dansstil och gav tåspetsdansen en ny poetisk innebörd. Hon debuterade i Wien 1822 och fick sitt genombrott 1832 i faderns balett "Sylfiden". Under hennes turnéer uppstod en formlig ballerinakult. Marie Taglioni dansade i faderns repertoar men sågs även i Jules Perrots "Pas de Quatre" i London 1845. Marie Taglioni uppnådde ännu större berömmelse, hennes lätthet och bräcklighet, tillsammans med hennes raffinerade användning av tåspetsdans skapade en ny, eterisk bild av ballerina.